# Cuarteto Guarneri
El Guarneri fue un cuarteto de cuerda norteamericano fundado en 1964 en el Festival y Escuela de Música de Marlboro. Es admirado por su rico tono cálido y complejo y sus interpretaciones dramáticas de la literatura de cuarteto, con una afinidad particular por los trabajos de Beethoven y Bartók. A través de su enseñanza en el Harpur College (Binghamton University), en la Universidad de Maryland, en el Instituto de Música Curtis y en Marlboro, los Guarneri ayudaron a fomentar el interés por tocar en cuarteto a una generación de músicos jóvenes. El grupo, actuando y grabando, ha contribuido al crecimiento de la popularidad de música de cámara durante los años 70 y 80. El cuarteto es notable por su longevidad: el grupo ha actuado 45 años con solo un cambio de personal, cuándo el chelista David Soyer se retiró en 2001 y fue reemplazado por su alumno Peter Wiley. El Guarneri se disolvió en 2009.

## Músicos
1.er violín
Arnold Steinhardt (Los Ángeles, 1 de abril de 1937) Steinhardt es el mayor de dos hijos de padres polacos melómanos. Empieza a estudiar el violín a la edad de 6 años y cuándo tiene 17 va al Instituto de Música Curtis en Filadelfia como alumno de Ivan Galamian. Con anterioridad a fundar del Guarneri, Steinhardt trabajó cuatro años como concertino ayudante de la Orquesta de Cleveland bajo George Szell; pasó veranos en el Marlboro Festival de Música y en 1962 estudió en Suiza con Joseph Szigeti.
Steinhardt es muy alto y como tiene los brazos muy largos fue necesario ajustar su postura tocando para evitar el dolor. Cuándo hacía giras con el cuarteto, le gustaba explorar en tiendas antiguas para coleccionar cerraduras viejas. Desde la disolución del grupo ha mantenido un blog que contiene sus reflexiones personales y reminiscencias (ver enlaces externos).
2.º violín
John Dalley (Madison WI, 1 de junio de 1936) Sus padres eran ambos músicos y empieza las lecciones de violín a la edad de 4 años. Pasa sus veranos en el Interlochen Nacional Music Camp y en su adolescencia va a Tuscaloosa para estudiar en la Universidad de Alabama con Ottokar Čadek. A los 18 años se matricula en el Instituto Curtis, trabajando con Efrem Zimbalist. Después de su graduación en Curtis, Dalley enseñó en el Oberlin Conservatory of Music y más tarde ha tocado al lado David Soyer en el grupo conocido como Cuarteto de cuerda Americano.
Dalley es pensativo y afable, con un ingenio seco y explosiones ocasionales de comicidad; pero es el más introvertido de los músicos del cuarteto, huía de los acontecimientos sociales y desaparecía inmediatamente después de los conciertos. Dalley es un fabricante especializado de arcos para instrumentos de cuerda; a veces llevaba el equipamiento necesario en las giras, de modo que podía trabajar en un arco en su habitación de hotel, mientras los otros podían asistir a una recepción posterior a una actuación.
Viola
Michael Tree (Newark NJ, 19 de febrero de 1935) es hijo de Samuel Applebaum, un profesor de violín respetado y autor de varios libros sobre técnica de ejecución. Empieza las lecciones con su padre a la edad de 5 años y entra en el Instituto Curtis a la edad inusualmente temprana de 12 años. Estudia con Leah Luboshutz, Veda Reynolds y finalmente con Efrem Zimbalist. Siguiendo a su graduación hizo un debut exitoso en el Carnegie Hall y actuó internacionalmente como solista de violín, tocando con gran número de orquestas. En 1959 empieza a pasar veranos en Marlboro, donde conoce a David Soyer y toca con él y el pianista Anton Kuerti en un grupo conocido como el Marlboro Trío.
Tree es descrito por Steinhardt como un eficaz solventador de problemas, siempre a punto para aliviar un momento demasiado intenso con un chiste o alguna clase de bufonada. Fue el miembro del cuarteto más propenso al nerviosismo antes de las actuaciones. Era un jugador de tenis ávido al que le gustaba jugar con expertos locales o con amigos mientras estaban de gira.
Violonchelo (1964–2001)
David Soyer (nacido en Filadelfia, 24 de febrero de 1925; muerto en Nueva York, 25 de febrero de 2010) Soyer era, por aproximadamente 12 años, el más viejo de los miembros originales del cuarteto y su experiencia previa era más extensa. Era el único que no fue enseñado en el Curtis. Soyer estudió violonchelo con Diran Alexanian, Emanuel Feuermann y Pablo Casals. Durante la Segunda Guerra Mundial toca el euphonium en la Estados Unidos Navy Band. Después de la guerra toca el chelo como miembro de la Columbia Symphony Orchestra y la orquesta del Espectáculo de Ed Sullivan. Tocó con varios conjuntos de música de cámara antes del Guarneri: los cuartetos Guilet y New Music, el American Quartet con John Dalley y el Marlboro Trío con Michael Tree y Anton Kuerti.
En los ensayos Soyer era extrovertido y enérgico. Soyer consideró que su experiencia en la música comercial le ayudó crecer como un artista y creía firmemente que los músicos jóvenes tendrían que ser expuestos a bailar música y tocar música folk. Era un experto en arte y un marinero ávido que poseyó un velero de amplio calado.
Violonchelo (2001–2009)
Peter Wiley (Utica NY, 1955) Wiley creció en el estado de Nueva York central y a la edad de 11años empieza sus lecciones de chelo con David Soyer durante la época en que el Guarneri estaba en residencia en el Harpur College de la Universidad de Binghamton. Cuándo Soyer se unió a la facultad del Curtis en 1968, Wiley se matriculó allí y continuó sus estudios de chelo. Graduado en 1974, toca con la Sinfónica de Pittsburgh y la Sinfónica de Cincinnati antes de unirse al Beaux Arts Trío para reemplazar al violonchelista retirado Bernard Greenhouse. Deja el trío en 1998 para fundar el Opus One Piano Quartet. Cuándo Soyer se retiró del Guarneri en 2001, Wiley fue unánimemente escogido para suceder a su mentor.

## Instrumentos
A pesar del nombre del grupo, solo un instrumento hecho por la celebrada familia Guarneri de Cremona fue tocado por un miembro del cuarteto: por muchos años David Soyer utilizó un violonchelo que hizo Andrea Guarneri en 1669. Más tarde cambia a un chelo Gagliano hecho en Nápoles en 1778. Después de probar varios violines (incluyendo un Guarneri), Steinhardt se decidió por un instrumento hecho en Cremona por Lorenzo Storioni a finales del siglo XVIII. Dalley toca un violín francés hecho en 1810 por Nicholas Lupot. En los primeros años del cuarteto Tree tocó una viola (réplica de la de Andrea Guarneri, "Conte Vitale") hecha por Harvey Fairbanks, un lutier de Binghamton NY. Más tarde, su instrumento primario devenía una viola de 1750 hecha por Dominicus Busan de Venecia; también toca un instrumento moderno hecho por Hiroshi Iizuka. Wiley toca un chelo hecho alrededor de 1700 por Matteo Gofriller de Venecia.
A mediados de los años 90 al cuarteto le fue ofrecido el préstamo de un conjunto especial de cuatro Stradivarius propiedad de la Corcoran Gallery de Washington, D.C.. Después de considerar la oferta, los músicos declinaron, prefiriendo tocar el equipo que cada cual había escogido para él. Steinhardt ha comparado la tarea de encontrar un violín bien emparejado al estilo de un intérprete al de encontrar un cónyuge y añade: "Después de mucha prueba y error, cada cual de nosotros ha encontrado al qué acertadamente se podría apellidar su compañero de alma musical."

## Historia y actividades
Steinhardt, Dalley, Tree y Soyer se integran al Guarneri en el Festival y Escuela de Música de Marlboro VT, donde todos de ellos pasan los veranos durante los primeros años 60. Durante los veranos de 1962 y 1963, los cuatro cuarto tocan música juntos en varias cobinaciones y con el apoyo del director del Festival Rudolf Serkin y de Alexander Schneider (violinista segundo del Cuarteto de cuerda de Budapest) el nuevo cuarteto fue lanzado el 2 de agosto de 1964 con un concierto en Marlboro. El nombre Guarneri fue sugerido por Boris Kroyt (violista del Cuarteto de cuerda de la Budapest), quién había tocado con un grupo de corta vida de aquel nombre en Alemania, antes de que Segunda Guerra Mundial.
A finales de 1964, el cuarteto empezó un periodo de cuatro años de residencia en el Harpur College(ahora conocido como Binghamton University) en Binghamton NY, donde enseñan al alumnado avanzado, dan una serie de ensayos abiertos y tocan 15 conciertos públicos por año. Steinardt explica que el grupo ha encontrado la situación atractiva porque Binghamton estaba a poca distancia de su base en la ciudad de Nueva York y les proporciona una oportunidad de construir un repertorio, ganar experiencia y desarrollar las relaciones profesionales entre ellos.
Su debut en Nueva York tuvo lugar el 28 de febrero de 1965 en la Escuela Nueva para Búsqueda Social formando parte de una serie de conciertos coordinada por Alexander Schneider. La audiencia entusiasta incluía a Fritz Steinway, de la empresa de administración de conciertos Judson, O'Neill, Beall y Steinway (el cual al cabo de poco se convertiría en mánager del grupo) y Max Wilcox, un productor para RCA Victor, quién en seguida se aseguró un contrato de registro con el Guarneri. Poco después, el grupo reemplazó al Cuarteto de Budapest, que se había retirado, en una serie de conciertos en el Museo Metropolitano de Arte (una serie que se extendió a través de toda su trayectoria, acabando solo cuándo el cuarteto se disolvió en 2009). Actúan frecuentemente en otros locales de Nueva York como la Frick Collection, la 92nd Street Y, Rockefeller University y la Washington Irving High School. .
El Guarneri empezó a hacer giras casi inmediatamente, con un concierto en Cleveland el 20 de abril de 1965. En el verano de aquel año se embarcaron en su primera gira europea, actuando en Ginebra, Basilea, Ámsterdam, Colonia y en el Festival de Dos Mundos en Spoleto, Italia. Cuando la reputación del cuarteto creció, ambas giras domésticas e internacionales devenían su modo de vida. En los primeros años tocaron más de 130 conciertos por año y a partir de los años 80 intentaron limitar sus actuaciones a 100 por año.
Mientras los miembros del cuarteto unánimemente y enfáticamente preferían las actuaciones en vivo a los registros de estudio, fueron, desde el principio, prolíficos grabando. Su primera sesión para RCA Victor tuvo lugar en junio de 1965 e incluyó cuartetos de Mozart, Dvořák y Mendelssohn. En 1998 su catálogo había superado los 50 LPs y CDs, incluyendo numerosos registros con el pianista Arthur Rubinstein.
Los músicos del Guarneri fueron activos enseñantes durante la vida del cuarteto. La afiliación con Harpur continua hasta 1968 y en aquel año Steinhardt, Tree y Soyer fueron nombrados profesores en la facultad del Instituto de Música Curtis en Filadelfia. Los miembros continuaron la enseñanza de verano en Marlboro y en 1983, los cuatro eran nombrados artistas-en-residencia en la Universidad de Maryland, donde continuaron enseñando hasta y después de la disolución formal del Guarneri en 2009.
David Soyer, quién era una docena de años más viejo que sus colegas, se retira en 2001 y su sitio fue ocupado por Peter Wiley. La transición estuvo simbolizada por un concierto en el Carnegie Hall en el que el Guarneri tocó primero el Cuarteto op. 130 de Beethoven, con Soyer tocando el chelo, seguido por el Quinteto de cuerda de Schubert, con Soyer y Wiley tocando las dos partes de chelo. La incorporación de Wiley fue fácil: "no me siento como el tipo nuevo," remarcó. " Era un seguidor del cuarteto desde que tenía 11 años … fue una transición muy natural para mí." Dalley añadió " fue un bien para nosotros cuándo Peter entró, incluso aunque el campo del cuarteto era nuevo para él…pienso que aprendí más de Peter que él aprendió de nosotros. Tenía muchas ideas buenas que nos hicieron renovar nuestra marca."
Los miembros del cuarteto decidieron disolverse al final de la temporada 2009, con la intención de salir en una nota alta. Steinhardt remarcó la dificultad de su trabajo y añadió "Todo tuvo sentido mientras todavía estamos tocando bastante bien y es mejor dejarlo en ese punto más que dejar pasar nuestro tiempo. Hubo poca discusión; todo el mundo llegó a aquella conclusión bastante deprisa." Los críticos estuvieron de acuerdo ya que habían detectado una disminución en la intensidad de la conexión emocional del grupo con la música. Para algunos de los conciertos finales, David Soyer volvió al Guarneri y el grupo tocó una vez más el Quinteto de cuerda de Schubert.

## Repertorio y estilo musical
Su estilo musical era distintivo y ampliamente admirado. Ha sido descrito como "suave, elegante, altamente matizado, técnicamente impecable" y como "plácido, cálido y apasionado tocando con unanimidad que no oculta las personalidades individuales." El crítico de Filadelfia Daniel Patrick Stearns remarcó que: El tono cálido era construido desde dentro, con una presencia inusualmente fuerte del segundo violín y la viola, pero con ataques y repeticiones suaves. Steinhardt definía la línea de tonalidad de esa nube de sonido con una precisión de láser.
Steinhardt declare que "nuestra prioridad superior es intentar entregar la esencia de la música y dar una interpretación que sea tan memorable, vital y energíca como sea posible. Me gustaría pensar que ponemos nuestra preocupación ligeramente de lado a favor del impacto emocional."
 

Muchos cuartetos buscan presentar un tono limpio y cohesivo, trabajando para coordinar el fraseo y la entonación con objeto de crear el sentido de un instrumento solo con cuatro registros. David Blum anota que el Guarneri siguió explícitamente un camino diferente:

Fácilmente admiten que otros cuartetos buscan conseguir una unión más compatible de timbre y unidad de estilo. Ellos se introducen a la corriente expresiva de la música, incluso si haciéndolo aparece alguna arista ocasional. Su objetivo es siempre comunicar la música como experiencia viviente.
En una vena similar, Dalley expresó sus intentos como sigue: Se oyen cuatro voces individuales más que cuatro personas intentando tocar empastadas. Nos gustó destacar individualmente en el cuarteto más que tocar de una manera unificada. Quisimos tener nuestras personalidades propias más que ser sumisos.
En cuanto a su colaboración con otros solistas tiene una especial relevancia la asociación que mantuvieron durante años con el legendario pianista Arthur Rubinstein con el que grabaron todo el repertorio de cuartetos y quintetos con piano, que continúan siendo unas de las interpretaciones de referencia indiscutibles. En la época de las grabaciones el maestro apreciaba en ellos su frescura que atribuía a su juventud y su disponibilidad a adaptarse a su estilo fluido y lírico, así como su falta de rigidez en los tempos.
En sus primeros años su repertorio se centró principalmente en la música del siglo XVIII y compositores de siglo XIX, y fueron particularmente conocidos por sus interpretaciones de los cuartetos de Beethoven. Aun así en los años 80 el cuarteto incorporaba más música del siglo XX en sus programas. Los músicos tomaron una aproximación selectiva a música moderna – no fueron entusiastas sobre lo que Tree llamó "muy experimental, música de vanguardia" y tuvieron sentimientos mixtos sobre Schoenberg y Shostakovich – pero fueron campeones de los cuartetos de Bartók y su repertorio finalmente incluía música de Webern, Berg, Stravinski, Vincent Persichetti, Paul Hindemith, Witold Lutoslawski, Hans Werner Henze, Leon Kirchner y William Klenz. Muchas composiciones originales fueron escritas para el grupo por Ned Rorem, Lukas Foss, Mario Davidovsky y Richard Danielpour. El grupo también quiso tocar cuartetos poco frecuentados de compositores anteriores, incluyendo los de Jean Sibelius, Leoš Janáček, Zoltan Kodály y Juan Crisóstomo de Arriaga.

## Dinámica de grupo
A diferencia de otros grupos, el Guarneri permitía, e incluso animaba, la presentación pública de su trabajo cuando preparaban conciertos y dejaban a la vista la interacción interpersonal dentro del grupo. Desde el principio hicieron ensayos abiertos genuinos, en qué las audiencias podrían escuchar sus argumentaciones sobre la manera mejor de tocar un pasaje o si a una pieza la consideraban adecuada para formar parte de su repertorio. En varias ocasiones dejaron viajar con el cuarteto a observadores y publicar detalles de sus actividades en el escenario, en ensayos y durante su tiempo de viaje y horas libres. Además, Arnold Steinhardt publicó un libro de memorias en 1998 bajo el título Indivisible por Cuatro: Un Cuarteto de cuerda en Búsqueda de Armonía. A raíz de todo esto, hay un buen conocimiento sobre la manera en que el grupo trabajó, musical y psicológicamente.

Desde el principio los miembros del Guarneri rehusaron la idea entonces común de que el primer violinista era el dirigente del conjunto. El grupo insistió en que todos los miembros eran iguales y como símbolo de esto, determinó que siempre que una pieza fuera para un solo violín (por ejemplo, un cuarteto de piano), el segundo violinista John Dalley tocaría aquella parte a no ser que escoja no hacerlo. De modo parecido, todas las decisiones eran tomadas por el grupo globálmente. Dalley Expresó la posición del grupo como sigue:
Tienes que ser capaz de dejar algunas de tus ideas. Si no compensas y ofreces un compromiso, algo no marcha. Pienso que tuvimos cuatro personalidades fuertes y eso está bien. Es una manera para un cuarteto de madurar. La otra manera es tener un dictador que gobierna sobre los otros tres. Esa es la manera en Europa, pero a los americanos no les gusta eso. Se trabaja más rápido, pero la manera democrática es más satisfactoria.
Por ello sus ensayos estuvieron marcados por enérgicos toma y daca, con desacuerdos frecuentes y expresados con energía. Ningún punto era demasiado pequeño para el debate: en notación musical, un punto sobre una nota significa que tiene que ser tocado staccato y Steinhardt describe un ensayo público en qué el grupo ha argumentado 20 minutos sobre el acortamiento de un staccato marcado. En general las opiniones de la mayoría prevalecieron, pero una voz en minoría fue escuchada ocasionalmente cuándo un miembro tenía opiniones extremadamente fuertes en un asunto, dejado poder de veto . Cuándo el proceso de decisión del grupo llegaba a un punto muerto, a veces tocarían el pasaje de una manera para un concierto de lunes y una manera diferente el martes. Pero el elogio no era casi nunca expresado; Steinhardt describe el Guarneri como "zona libre de cumplidos," anotando que esta competitividad reducida eliminó cualquier presión para ofrecer felicitaciones a cambio.
Aun así, la frecuencia y la intensidad con qué los miembros tuvieron que trabajar juntos les forzó a adoptar medidas para preservar su identidades individuales y mantener algún grado de intimidad personal. Raramente se relacionaban fuera de concierto y en las giras a menudo viajaban independiente y se alojaban en diferentes hoteles. Los músicos mantuvieron un cortafuegos entre las actividades del cuarteto y sus vidas familiares, y los veranos fueron protegidos como tiempo libre.
Estos dispositivos que utilizaron para resolver problemas y mantener su intimidad personal, hicieron posible una vida inusualmente larga para el cuarteto. Los cuatro músicos originales actuaron juntos 37 años consecutivos. Después de que Soyer se retiró, el grupo continuó, con Wiley tocando el chelo, otros 8 años, teniendo el Guarneri una vida total de 45 años con un único cambio de personal. La longevidad del cuarteto, junto con el material fácilmente disponible sobre la dinámica interpersonal del grupo, ha hecho posible que el Guarneri sea utilizado como modelo en estudios y pedagogía con respecto al liderazgo colaborativo.

## Impacto cultural
Había solo sobre una docena cuartetos de cuerda norteamericanos en 1964 cuándo el Guarneri nació. 16 años más tarde, había más de 250. Aunque ese crecimiento no puede ser atribuido a una sola causa, el Guarneri es frecuentemente citado como una fuerza significativa que ayuda al boom. Su trabajo activo como profesores aumentó el interés estudiantil en tocar cuartetos de cuerda. La enseñanza del grupo en Harpur, en la Universidad de Maryland y particularmente en Marlboro y Curtis ha ayudado a muchos músicos jóvenes a desarrollar su afición hacia música de cuarteto.

Otra manera en qué el Guarneri facilitó el crecimiento del interés en tocar música de cámara fue a través del ejemplo. En los años 60, el alumnado de música aspiraba principalmente a carreras como solistas o músicos orquestales. En el cuarteto Guarneri los intérpretes tomaron un riesgo financiero sustancial al establecerse como cuarteto de cuerda profesional en la ausencia de contratos de grabación, administración de conciertos o incluso certeza de interés público suficiente. Al ver su éxito otros músicos han sido capaces de lanzar cuartetos nuevos con más confianza de poder vivir tocando música de cámara sin tener que asumir costes significativos. Finalmente, el Guarneri ayudó a construir una concienciación pública hacia música de cámara y por ello una demanda de aumento de la oferta musical en ese formato. Su ansia para comunicar con sus audiencias, sus entrevistas, ensayos abiertos, sus sesiones de preguntas y respuestas ayudaron a hacer los cuartetos de cuerda menos esotéricos y más familiares a los oyentes. Helen Drees Ruttencutter lo explicó de este modo:

Se ha dicho que han sido para música de cuarteto en América lo qué Leonard Bernstein fue para la música sinfónica, la hizo accesible apelando a que todo el mundo se abriera a una experiencia musical nueva. Las audiencias consiguen una dosis cuadruplicada de lo qué muchos mánagers consideran uno de los elementos más importantes para una carrera musical: carisma. Han sido saludados en todo el mundo como "el Gran Cuarteto Americano de la era" y "el mejor cuarteto de cuerda del mundo."

## Discografía selecta
El Cuarteto de cuerda Guarneri ha hecho numerosas grabaciones durante su larga historia, incluyendo algunos de los trabajos más importantes para cuarteto de cuerda y la literatura de música de cámara. Grabaron para Arabesque, RCA Victor Sello Rojo, Philips y Surroundedby. Una discografía parcial incluye:
- Juan Crisóstomo de Arriaga: Cuartetos de cuerda completos.
- Béla Bartók: Cuartetos de cuerda completos.
- Ludwig van Beethoven: Cuartetos de cuerda completos (RCA; Philips), Quinteto de cuerda Op. 29 (con Pinchas Zukerman).
- Aleksandr Borodín: Cuarteto de cuerda n.º 2.
- Johannes Brahms: Cuartetos de cuerda completos, Quintetos de cuerda completos (con Zukerman), Quinteto para piano Op. 34 (con Arthur Rubinstein en RCA, con Peter Serkin en Philips), Cuartetos para piano completos (con Rubinstein).
- Claude Debussy: Cuarteto de cuerda (RCA; Surroundedby).
- Ernő Dohnányi: Cuarteto de cuerda n.º 2.
- Antonín Dvořák: Quinteto con piano n.º 2 Op. 81 (con Rubinstein), Cuarteto Op. 61, Op. 96 ("americano"), Op. 106, Op. 105, Viola Quinteto Op. 97 (con Walter Trampler), Terceto Op. 74.
- Gabriel Fauré: Cuarteto de cuerda Op. 121 (RCA; Surroundedby), Cuarteto de Piano Op. 15 (con Rubinstein).
- Edvard Grieg: Cuarteto de cuerda Op. 27 (RCA; Philips).
- Joseph Haydn: Cuartetos de cuerda Op. 20 n.º 4, Op. 74 n.º 3, Op. 77 n.º 1, Op. 77 n.º 2.
- Hans Werner Henze: Quinteto de piano (con Serkin).
- Leoš Janáček: Cuartetos de cuerda completos.
- Felix Mendelssohn: Cuarteto de cuerda Op. 13, Cuarteto de cuerda Op. 44 n.º 1, Quinteto con viola Op. 87 (con Zukerman), Octeto Op. 20 (con Cuarteto Orion).
- Wolfgang Amadeus Mozart: Cuartetos con piano completos (con Arthur Rubinstein), Eine kleine Nachtmusik (con Julius Levine), 6 Cuartetos dedicados a Joseph Haydn K387, K421, K428, K458, K464, K465 (RCA; Philips); Cuartetos de cuerda K499, K575, K589, K590; Quintetos de viola completos (con Ida Kavafian, Steven Tenenbom y Kim Kashkashian).
- Maurice Ravel: Cuarteto de cuerda (RCA; Surroundedby).
- Franz Schubert: Cuartetos de cuerda D.804; Quartettsatz D.810 "La muerte y la doncella" (RCA; Arabesque), D.887, Quinteto de cuerda D.956 (con Leonard Rose), Quinteto La trucha D.667 (con Emanuel Ax y Julius Levine).
- Robert Schumann: Cuartetos de cuerda Op. 41; Quinteto de piano Op. 44 (con Arthur Rubinstein).
- Jean Sibelius: Cuarteto de cuerda Op. 56 Voces intimas.
- Bedřich Smetana: Cuarteto de cuerda ("De mi Vida").
- Piotr Ilich Chaikovski: Cuarteto de cuerda n.º 1 Op. 11, "Souvenir de Florence" Sexteto Op. 70 (con Boris Kroyt y Mischa Schneider).
- Giuseppe Verdi: Cuarteto de cuerda.
- Hugo Wolf: Serenata italiana.

## Premios y reconocimientos
- 2005 – The Ford Honors Award, University Musical Society of the University of Michigan.
- 2004 – The Richard J. Bogomolny National Service Award, Chamber Music America.
- 1992 – Award of Merit, Association of Performing Arts Presenters in New York City.
- 1983 – Honorary Doctorate de la State University of New York.
- 1982 – New York Seal of Recognition.
- 1976 – Honorary Doctorate de la University of South Florida

## Películas
- 1989 – Alta Fidelidad. El Cuarteto de cuerda Guarneri, dirigido y producido por Allan Miller.

## Recursos
- David Blum (1986). The Art of Quartet Playing: The Guarneri Quartet in Conversation with David Blum, New York: Alfred A. Knopf Inc. ISBN 0-394-53985-0.
- I. Fink & C. Merriell with the Guarneri String Quartet (1985). String Quartet Playing, New Jersey: Paganiniana Publications, Inc. ISBN 0-86622-007-0.
- Helen Drees Ruttencutter (1980). Quartet: a Profile of the Guarneri Quartet. New York. Lippincott & Crowell Publishers. ISBN 0-690-01944-0.
- Arnold Steinhardt (1998). Indivisible by Four: A String Quartet in Pursuit of Harmony, New York: Farrar, Straus and Giroux. ISBN 0-374-23670-4.